# Serie C 2024/25
Die Serie C 2024/25 (durch Sponsoring nach dem Streamingdienst NOW auch NOW Serie C) war die 11. Spielzeit der dritthöchsten italienischen Spielklasse im Fußball der Männer. Sie begann am 23. August 2024 und endete am 27. April 2025.

## Teilnehmende Auf- und Absteiger
- die Mannschaften auf den Plätzen 18 bis 20, sowie der der Verlierer der Play-outs der Serie B 2023/24:
  - Ternana Calcio (Verlierer der Relegation)
  - Ascoli Calcio
  - Feralpisalò
  - Calcio Lecco
- die Meister der neun Staffeln der Serie D 2023/24:
  - Alvione Milano (Gruppe A)
  - Calcio Caldiero Terme (Gruppe B)
  - Union Clodiense Chioggia (Gruppe C)
  - FC Carpi (Gruppe D)
  - US Pianese (Gruppe E)
  - SSD Città di Campobasso (Gruppe F)
  - Cavese 1919 (Gruppe G)
  - ASD Team Altamura (Gruppe H)
  - Trapani Calcio (Gruppe I)
- nach dem Ausschluss von US Ancona 1905[2]
  - Milan Futuro[3][4]

## Gruppe A

### Teilnehmer
| Verein                   | Stadt         | Region                  |
| ------------------------ | ------------- | ----------------------- |
| UC AlbinoLeffe           | Leffe         | Lombardei               |
| Alcione Milano           | Mailand       | Lombardei               |
| FC Arzignano Valchiampo  | Arzignano     | Venetien                |
| Atalanta Bergamo U23     | Bergamo       | Lombardei               |
| Calcio Caldiero Terme    | Caldiero      | Venetien                |
| Feralpisalò              | Salò          | Lombardei               |
| AS Giana Erminio         | Gorgonzola    | Lombardei               |
| Calcio Lecco             | Lecco         | Lombardei               |
| FC Lumezzane VGZ ASD     | Lumezzane     | Lombardei               |
| Novara Calcio            | Novara        | Piemont                 |
| Calcio Padova            | Padua         | Venetien                |
| US Pergolettese 1932     | Crema         | Lombardei               |
| Aurora Pro Patria        | Busto Arsizio | Lombardei               |
| FC Pro Vercelli          | Vercelli      | Piemont                 |
| AC Renate                | Renate        | Lombardei               |
| AC Trento 1921           | Trient        | Trentino-Südtirol       |
| US Triestina             | Triest        | Friaul-Julisch Venetien |
| Union Clodiense Chioggia | Chioggia      | Venetien                |
| L.R. Vicenza Virtus      | Vicenza       | Venetien                |
| Virtus Verona            | Verona        | Venetien                |

### Abschlusstabelle
| Pl. | Verein                       | Sp. | S  | U  | N  | Tore    | Diff. | Punkte |
| --- | ---------------------------- | --- | -- | -- | -- | ------- | ----- | ------ |
| 1.  | Calcio Padova                | 38  | 26 | 8  | 4  | 065:240 | +41   | 86     |
| 2.  | L.R. Vicenza Virtus          | 38  | 25 | 8  | 5  | 059:240 | +35   | 83     |
| 3.  | Feralpisalò (A)              | 38  | 21 | 9  | 8  | 053:300 | +23   | 72     |
| 4.  | UC AlbinoLeffe               | 38  | 16 | 12 | 10 | 046:380 | +8    | 60     |
| 5.  | AC Renate                    | 38  | 18 | 6  | 14 | 035:360 | −1    | 60     |
| 6.  | AS Giana Erminio             | 38  | 16 | 9  | 13 | 044:390 | +5    | 57     |
| 7.  | AC Trento 1921               | 38  | 14 | 15 | 9  | 047:420 | +5    | 57     |
| 8.  | Atalanta Bergamo U23         | 38  | 16 | 9  | 13 | 065:530 | +12   | 57     |
| 9.  | Virtus Verona                | 38  | 15 | 11 | 12 | 052:430 | +9    | 56     |
| 10. | FC Arzignano Valchiampo      | 38  | 15 | 8  | 15 | 045:460 | −1    | 53     |
| 11. | Novara Calcio 1              | 38  | 14 | 12 | 12 | 042:390 | +3    | 52     |
| 12. | Alcione Milano (N)           | 38  | 13 | 8  | 17 | 033:370 | −4    | 47     |
| 13. | Calcio Lecco (A)             | 38  | 10 | 13 | 15 | 036:470 | −11   | 43     |
| 14. | US Pergolettese 1932         | 38  | 11 | 9  | 18 | 036:490 | −13   | 42     |
| 15. | FC Lumezzane VGZ ASD         | 38  | 9  | 15 | 14 | 040:550 | −15   | 42     |
| 16. | US Triestina 2               | 38  | 12 | 8  | 18 | 040:450 | −5    | 39     |
| 17. | FC Pro Vercelli              | 38  | 9  | 10 | 19 | 030:510 | −21   | 37     |
| 18. | Aurora Pro Patria 3          | 38  | 6  | 16 | 16 | 032:440 | −12   | 34     |
| 19. | Calcio Caldiero Terme (N) 3  | 38  | 8  | 9  | 21 | 039:640 | −25   | 33     |
| 20. | Union Clodiense Chioggia (N) | 38  | 4  | 9  | 25 | 034:670 | −33   | 21     |

Platzierungskriterien: 1. Punkte – 2. Direkter Vergleich (Punkte, Tordifferenz, geschossene Tore) – 3. Tordifferenz – 4. geschossene Tore

| Zum Saisonende 2024/25: |                                    |
| Meister der Gruppe, Aufstieg in die Serie B 2025/26 und Teilnahme an der Supercoppa Serie C Teilnahme an den Play-offs Teilnahme an der Play-outs gegen den Abstieg Abstieg in die Serie D 2025/26 |                                    |
| |                                    |
| Zum Saisonende 2023/24: |                                    |
| (N) | Aufsteiger aus der Serie D 2023/24 |
| |                                    |

## Gruppe B

### Teilnehmer
| Verein                    | Stadt          | Region         |
| ------------------------- | -------------- | -------------- |
| SS Arezzo                 | Arezzo         | Toskana        |
| Ascoli Calcio             | Ascoli Piceno  | Marken         |
| SSD Città di Campobasso   | Campobasso     | Molise         |
| FC Carpi                  | Carpi          | Emilia-Romagna |
| AS Gubbio 1910            | Gubbio         | Umbrien        |
| FC Legnago Salus          | Legnago        | Venetien       |
| Lucchese 1905             | Lucca          | Toscana        |
| Milan Futuro              | Mailand        | Lombardei      |
| AC Perugia Calcio         | Perugia        | Umbrien        |
| Delfino Pescara 1936      | Pescara        | Abruzzen       |
| US Pianese                | Pincastagnaio  | Toskana        |
| ASD Pineto Calcio         | Pineto         | Abruzzen       |
| US Città di Pontedera     | Pontedera      | Toskana        |
| Rimini Football Club 1912 | Rimini         | Emilia-Romagna |
| US Sestri Levante         | Sestri Levante | Ligurien       |
| SPAL Ferrara              | Ferrara        | Emilia-Romagna |
| Ternana Calcio            | Terni          | Umbrien        |
| SEF Torres 1903           | Sassari        | Sardinien      |
| Virtus Entella            | Chiavari       | Ligurien       |
| Vis Pesaro                | Pesaro         | Marken         |

### Abschlusstabelle
| Pl. | Verein                      | Sp. | S  | U  | N  | Tore    | Diff. | Punkte |
| --- | --------------------------- | --- | -- | -- | -- | ------- | ----- | ------ |
| 1.  | Virtus Entella              | 38  | 23 | 14 | 1  | 061:240 | +37   | 83     |
| 2.  | Ternana Calcio (A) 1        | 38  | 22 | 10 | 6  | 064:230 | +41   | 74     |
| 3.  | SEF Torres 1903             | 38  | 19 | 11 | 8  | 055:360 | +19   | 68     |
| 4.  | Delfino Pescara 1936        | 38  | 19 | 10 | 9  | 055:350 | +20   | 67     |
| 5.  | SS Arezzo                   | 38  | 18 | 8  | 12 | 047:370 | +10   | 62     |
| 6.  | Vis Pesaro                  | 38  | 15 | 13 | 10 | 044:340 | +10   | 58     |
| 7.  | ASD Pineto Calcio           | 38  | 15 | 12 | 11 | 046:490 | −3    | 57     |
| 8.  | US Pianese (N)              | 38  | 15 | 9  | 14 | 048:470 | +1    | 54     |
| 9.  | Rimini Football Club 1912 2 | 38  | 13 | 14 | 11 | 045:350 | +10   | 51     |
| 10. | US Città di Pontedera       | 38  | 13 | 9  | 16 | 054:540 | ±0    | 48     |
| 11. | AS Gubbio 1910 FN           | 38  | 13 | 9  | 16 | 032:420 | −10   | 48     |
| 12. | AC Perugia Calcio           | 38  | 11 | 14 | 13 | 043:410 | +2    | 47     |
| 13. | FC Carpi (N)                | 38  | 11 | 11 | 16 | 041:480 | −7    | 44     |
| 14. | SSD Città di Campobasso (N) | 38  | 11 | 10 | 17 | 036:460 | −10   | 43     |
| 15. | Ascoli Calcio (A)           | 38  | 9  | 13 | 16 | 037:460 | −9    | 40     |
| 16. | Lucchese 1905 4             | 38  | 10 | 15 | 13 | 047:640 | −17   | 39     |
| 17. | SPAL Ferrara 5              | 38  | 9  | 11 | 18 | 041:610 | −20   | 35     |
| 18. | Milan Futuro (N)            | 38  | 7  | 13 | 18 | 036:570 | −21   | 34     |
| 19. | US Sestri Levante           | 38  | 6  | 13 | 19 | 034:540 | −20   | 31     |
| 20. | FC Legnago Salus            | 38  | 6  | 11 | 21 | 030:630 | −33   | 29     |

Platzierungskriterien: 1. Punkte – 2. Direkter Vergleich (Punkte, Tordifferenz, geschossene Tore) – 3. Tordifferenz – 4. geschossene Tore

| Zum Saisonende 2024/25: |                                    |
| Meister der Gruppe, Aufstieg in die Serie B 2025/26 und Teilnahme an der Supercoppa Serie C Teilnahme an den Play-offs Teilnahme an der Play-outs gegen den Abstieg Abstieg in die Serie D 2025/26 |                                    |
| |                                    |
| Zum Saisonende 2023/24: |                                    |
| (N) | Aufsteiger aus der Serie D 2023/24 |
| |                                    |

## Gruppe C

### Teilnehmer
| Verein                | Stadt            | Region     |
| --------------------- | ---------------- | ---------- |
| SS Audace Cerignola   | Cerignola        | Apulien    |
| US Avellino 1912      | Avellino         | Kampanien  |
| Benevento Calcio      | Benevento        | Kampanien  |
| FC Casertana          | Caserta          | Kampanien  |
| Catania SSD           | Catania          | Sizilien   |
| Cavese 1919           | Cava de’ Tirreni | Kampanien  |
| FC Crotone            | Crotone          | Kalabrien  |
| Foggia Calcio         | Foggia           | Apulien    |
| Giugliano Calcio 1928 | Giugliano        | Kampanien  |
| Juventus Next Gen     | Turin            | Piemont    |
| Latina Calcio 1932    | Latina           | Latium     |
| ACR Messina           | Messina          | Sizilien   |
| SS Monopoli 1966      | Monopoli         | Apulien    |
| AZ Picerno            | Picerno          | Basilikata |
| Potenza Calcio        | Potenza          | Basilikata |
| Sorrento 1945         | Sorrent          | Kampanien  |
| Taranto FC 1927       | Tarent           | Apulien    |
| Team Altamura         | Altamura         | Apulien    |
| Trapani Calcio        | Trapani          | Sizilien   |
| Turris Calcio         | Torre del Greco  | Kampanien  |

### Abschlusstabelle
| Pl. | Verein                | Sp. | S  | U  | N  | Tore    | Diff. | Punkte |
| --- | --------------------- | --- | -- | -- | -- | ------- | ----- | ------ |
| 1.  | US Avellino 1912      | 34  | 22 | 9  | 3  | 061:260 | +35   | 75     |
| 2.  | SS Audace Cerignola   | 34  | 19 | 10 | 5  | 050:320 | +18   | 67     |
| 3.  | SS Monopoli 1966      | 34  | 15 | 12 | 7  | 036:250 | +11   | 57     |
| 4.  | FC Crotone            | 34  | 15 | 9  | 10 | 062:490 | +13   | 54     |
| 5.  | Catania SSD 1         | 34  | 14 | 12 | 8  | 049:340 | +15   | 53     |
| 6.  | Benevento Calcio      | 34  | 13 | 13 | 8  | 051:340 | +17   | 52     |
| 7.  | Potenza Calcio        | 34  | 12 | 13 | 9  | 055:520 | +3    | 49     |
| 8.  | AZ Picerno            | 34  | 10 | 18 | 6  | 039:270 | +12   | 48     |
| 9.  | Juventus Next Gen     | 34  | 12 | 8  | 14 | 044:450 | −1    | 44     |
| 10. | Giugliano Calcio 1928 | 34  | 12 | 7  | 15 | 051:540 | −3    | 43     |
| 11. | Trapani Calcio (N)    | 34  | 11 | 8  | 15 | 042:420 | ±0    | 41     |
| 12. | Cavese 1919 (N)       | 34  | 10 | 11 | 13 | 034:390 | −5    | 41     |
| 13. | Team Altamura (N)     | 34  | 9  | 10 | 15 | 035:470 | −12   | 37     |
| 14. | Sorrento 1945         | 34  | 9  | 8  | 17 | 026:490 | −23   | 35     |
| 15. | Latina Calcio 1932    | 34  | 9  | 7  | 18 | 025:560 | −31   | 34     |
| 16. | FC Casertana          | 34  | 6  | 14 | 14 | 030:380 | −8    | 32     |
| 17. | Foggia Calcio         | 34  | 7  | 10 | 17 | 034:510 | −17   | 31     |
| 18. | ACR Messina 2         | 34  | 6  | 11 | 17 | 029:530 | −24   | 25     |
| 19. | Taranto FC 1927 3     | 0   | 0  | 0  | 0  | 000:000 | ±0    | 0      |
| 20. | Turris Calcio 4       | 0   | 0  | 0  | 0  | 000:000 | ±0    | 0      |

Platzierungskriterien: 1. Punkte – 2. Direkter Vergleich (Punkte, Tordifferenz, geschossene Tore) – 3. Tordifferenz – 4. geschossene Tore

| Zum Saisonende 2024/25: |                                    |
| Meister der Gruppe, Aufstieg in die Serie B 2025/26 und Teilnahme an der Supercoppa Serie C Teilnahme an den Play-offs Teilnahme an der Play-outs gegen den Abstieg Verein ausgeschlossen |                                    |
| |                                    |
| Zum Saisonende 2023/24: |                                    |
| (N) | Aufsteiger aus der Serie D 2023/24 |
| |                                    |

## Play-offs
Insgesamt 28 Mannschaften spielten den vierten Aufsteiger aus, je 9 Teams pro Gruppe und der Sieger der Coppa Italia Serie C. Gespielt wurde in sechs Runden.

### Gruppe A
Die Mannschaften auf den Plätzen 5 bis 10 der Gruppe A traten hier gegeneinander an. Die Teams der Plätze 2 bis 4 erhielten dabei ein Freilos für die zweite bzw. die Finalrunde. Endete eine Begegnung remis, kam die Mannschaft mit der besseren Platzierung in der Abschlusstabelle weiter.
1. Runde
Die Spiele des 5. – 10., 6. – 9. und 7. – 8. wurden am 4. Mai 2025 ausgetragen.
|                  | Ergebnis |                         |
| ---------------- | -------- | ----------------------- |
| AC Renate        | 0:0      | FC Arzignano Valchiampo |
| AS Giana Erminio | 1:0      | Virtus Verona           |
| AC Trento 1921   | 1:2      | Atalanta Bergamo U23    |

2. Runde
Die Spiele wurden am 7. Mai 2025 ausgetragen.
|                | Ergebnis |                      |
| -------------- | -------- | -------------------- |
| UC AlbinoLeffe | 1:3      | Atalanta Bergamo U23 |
| AC Renate      | 1:2      | AS Giana Erminio     |

### Gruppe B
Die Mannschaften auf den Plätzen 5 bis 10 der Gruppe B traten hier gegeneinander an. Die Teams der Plätze 2 bis 4 erhielten dabei ein Freilos für die zweite bzw. die Finalrunde. Endete eine Begegnung remis, kam die Mannschaft mit der besseren Platzierung in der Abschlusstabelle weiter.
1. Runde
Die Spiele des 5. – 10., 6. – 9. und 7. – 8. wurden am 4. Mai 2025 ausgetragen.
|                   | Ergebnis |                       |
| ----------------- | -------- | --------------------- |
| SS Arezzo         | 3:1      | AS Gubbio 1910        |
| Vis Pesaro        | 1:1      | US Città di Pontedera |
| ASD Pineto Calcio | 0:1      | US Pianese            |

2. Runde
Die Spiele wurden am 7. Mai 2025 ausgetragen.
|                      | Ergebnis |            |
| -------------------- | -------- | ---------- |
| Delfino Pescara 1936 | 2:1      | US Pianese |
| SS Arezzo            | 0:1      | Vis Pesaro |

### Gruppe C
Die Mannschaften auf den Plätzen 5 bis 10 der Gruppe C traten hier gegeneinander an. Die Teams der Plätze 2 bis 4 erhielten dabei ein Freilos für die zweite bzw. die Finalrunde. Endete eine Begegnung remis, kam die Mannschaft mit der besseren Platzierung in der Abschlusstabelle weiter.
1. Runde
Die Spiele des 5. – 10., 6. – 9. und 7. – 8. wurden am 4. Mai 2025 ausgetragen.
|                  | Ergebnis |                       |
| ---------------- | -------- | --------------------- |
| Catania SSD      | 3:2      | Giugliano Calcio 1928 |
| Benevento Calcio | 1:5      | Juventus Next Gen     |
| Potenza Calcio   | 2:0      | AZ Picerno            |

2. Runde
Die Spiele wurden am 7. Mai 2025 ausgetragen.
|             | Ergebnis |                   |
| ----------- | -------- | ----------------- |
| FC Crotone  | 0:0      | Juventus Next Gen |
| Catania SSD | 1:0      | Potenza Calcio    |

### Finalrunde
Achtelfinale
Die Sieger aus den jeweiligen 2. Runden sowie die Mannschaften, die aufgrund ihrer Tabellenplatzierungen Freilose erhielten, spielten hier in Hin- und Rückspielen gegeneinander. Die Dritt-, Viertplatzierten und das beste Team der 2. Runde spielte zuerst auswärts. Die Hinspiele wurden am 11., die Rückspiele am 14. Mai 2025 ausgetragen. Stand es nach zwei Partien unentschieden, kam die Mannschaft mit der besseren Platzierung in ihrer jeweiligen Gruppentabelle weiter.
|                      | Gesamt |                           | Hinspiel | Rückspiel |
| -------------------- | ------ | ------------------------- | -------- | --------- |
| FC Crotone           | 4:3    | Feralpisalò               | 3:1      | 1:2       |
| Atalanta Bergamo U23 | 8:3    | SEF Torres 1903           | 7:1      | 1:2       |
| AS Giana Erminio     | 6:2    | SS Monopoli 1966          | 3:1      | 3:1       |
| Vis Pesaro           | 5:4    | Rimini Football Club 1912 | 1:1      | 4:3       |
| Catania SSD          | 2:2    | Delfino Pescara 1936      | 0:1      | 2:1       |

Viertelfinale
Die Sieger aus den vorherigen Partien, sowie die drei Zweitplatzierten traten hier in Hin- und Rückspielen gegeneinander an. Die Hinspiele wurden am 18. Mai, die Rückspiele am 21. Mai 2025 ausgetragen. Stand es nach zwei Partien unentschieden, kam die Mannschaft mit der besseren Platzierung in ihrer jeweiligen Gruppentabelle weiter.
|                      | Gesamt |                      | Hinspiel | Rückspiel |
| -------------------- | ------ | -------------------- | -------- | --------- |
| FC Crotone           | 1:3    | L.R. Vicenza Virtus  | 1:2      | 0:1       |
| AS Giana Erminio     | 1:2    | Ternana Calcio       | 1:0      | 0:2       |
| Atalanta Bergamo U23 | 2:2    | SS Audace Cerignola  | 0:0      | 2:2       |
| Vis Pesaro           | 2:6    | Delfino Pescara 1936 | 2:4      | 0:2       |

Halbfinale
Die letzten vier Mannschaften traten hier in Hin- und Rückspielen gegeneinander an. Die Hinspiele wurden am 25. Mai, die Rückspiele am 28. Mai 2025 ausgetragen. Stand es nach zwei Partien unentschieden, wurde eine Entscheidung per Verlängerung und anschließend im Elfmeterschießen herbeigeführt.
|                     | Gesamt |                      | Hinspiel | Rückspiel |
| ------------------- | ------ | -------------------- | -------- | --------- |
| L.R. Vicenza Virtus | 1:3    | Ternana Calcio       | 0:0      | 1:3       |
| SS Audace Cerignola | 2:5    | Delfino Pescara 1936 | 1:4      | 1:1       |

Finale
Die letzten zwei Mannschaften traten hier in Hin- und Rückspielen gegeneinander an. Das Hinspiel wurde am 2., das Rückspiel am 7. Juni 2025 ausgetragen. Stand es nach zwei Partien unentschieden, wurde eine Entscheidung per Verlängerung und anschließend im Elfmeterschießen herbeigeführt. Der Sieger stieg in die Serie B auf.
|                | Gesamt          |                      | Hinspiel | Rückspiel |
| -------------- | --------------- | -------------------- | -------- | --------- |
| Ternana Calcio | 1:1 (1:3 i. E.) | Delfino Pescara 1936 | 0:1      | 1:0 n. V. |

## Play-outs
Die zehn schlechtesten Mannschaften aus der Gruppenphase, die nicht bereits regulär abgestiegen waren, spielten hier in Hin- und Rückspielen um den Klassenerhalt.
Die Hinspiele wurden am 10., die Rückspiele am 17. Mai 2025 ausgetragen. Bei Gleichstand nach beiden Spielen stieg die Mannschaft mit der niedrigeren Platzierung in der Abschlusstabelle ab.
|                       | Gesamt |                 | Hinspiel | Rückspiel |
| --------------------- | ------ | --------------- | -------- | --------- |
| Calcio Caldiero Terme | 0:0    | US Triestina    | 0:0      | 0:0       |
| Aurora Pro Patria     | 1:1    | FC Pro Vercelli | 1:0      | 0:1       |
| US Sestri Levante     | 2:2    | Lucchese 1905   | 2:1      | 0:1       |
| Milan Futuro          | 1:2    | SPAL Ferrara    | 1:0      | 0:2       |
| ACR Messina           | 0:1    | Foggia Calcio   | 0:0      | 0:1       |

## Supercoppa Serie C
Hier spielten die drei Staffelmeister den Supercup aus.
|            |                  | Ergebnis |                  |
| ---------- | ---------------- | -------- | ---------------- |
| 03.05.2025 | US Avellino 1912 | 0:1      | Calcio Padova    |
| 10.05.2025 | Virtus Entella   | 1:1      | US Avellino 1912 |
| 17.05.2025 | Calcio Padova    | 0:1      | Virtus Entella   |

| Pl. | Verein           | Sp. | S | U | N | Tore    | Diff. | Punkte |
| --- | ---------------- | --- | - | - | - | ------- | ----- | ------ |
| 1.  | Virtus Entella   | 2   | 1 | 1 | 0 | 002:100 | +1    | 04     |
| 2.  | Calcio Padova    | 2   | 1 | 0 | 1 | 001:100 | ±0    | 03     |
| 3.  | US Avellino 1912 | 2   | 0 | 1 | 1 | 001:200 | −1    | 01     |